# Saint-Ouen-de-Thouberville
Saint-Ouen-de-Thouberville és un municipi francès situat al departament de l'Eure i a la regió de Normandia. L'any 2013 tenia 2.328 habitants.

## Demografia

### Població
El 2007 la població de fet de Saint-Ouen-de-Thouberville era de 2.140 persones. Hi havia 794 famílies de les quals 141 eren unipersonals (47 homes vivint sols i 94 dones vivint soles), 254 parelles sense fills, 336 parelles amb fills i 63 famílies monoparentals amb fills.
La població ha evolucionat segons el següent gràfic:
Habitants censats

### Habitatges
El 2007 hi havia 857 habitatges, 807 eren l'habitatge principal de la família, 11 eren segones residències i 40 estaven desocupats. 790 eren cases i 65 eren apartaments. Dels 807 habitatges principals, 628 estaven ocupats pels seus propietaris, 172 estaven llogats i ocupats pels llogaters i 7 estaven cedits a títol gratuït; 5 tenien una cambra, 26 en tenien dues, 100 en tenien tres, 231 en tenien quatre i 444 en tenien cinc o més. 674 habitatges disposaven pel capbaix d'una plaça de pàrquing. A 317 habitatges hi havia un automòbil i a 433 n'hi havia dos o més.

### Piràmide de població
La piràmide de població per edats i sexe el 2009 era:
| Homes | Edats   | Dones |
| ----- | ------- | ----- |
| 0     | 95 o +  | 0     |
| 0     | 90 a 94 | 0     |
| 0     | 85 a 89 | 8     |
| 16    | 80 a 84 | 16    |
| 28    | 75 a 79 | 24    |
| 52    | 70 a 74 | 56    |
| 52    | 65 a 69 | 36    |
| 48    | 60 a 64 | 52    |
| 40    | 55 a 59 | 52    |
| 76    | 50 a 54 | 68    |
| 64    | 45 a 49 | 52    |
| 36    | 40 a 44 | 44    |
| 88    | 35 a 39 | 56    |
| 84    | 30 a 34 | 72    |
| 56    | 25 a 29 | 48    |
| 36    | 20 a 24 | 36    |
| 28    | 15 a 19 | 56    |
| 48    | 10 a 14 | 56    |
| 64    | 5 a 9   | 28    |
| 72    | 0 a 4   | 64    |

## Economia
El 2007 la població en edat de treballar era de 1.359 persones, 998 eren actives i 361 eren inactives. De les 998 persones actives 958 estaven ocupades (515 homes i 443 dones) i 40 estaven aturades (16 homes i 24 dones). De les 361 persones inactives 146 estaven jubilades, 122 estaven estudiant i 93 estaven classificades com a «altres inactius».

### Ingressos
El 2009 a Saint-Ouen-de-Thouberville hi havia 864 unitats fiscals que integraven 2.313,5 persones, la mediana anual d'ingressos fiscals per persona era de 20.368 €.

### Activitats econòmiques
Dels 64 establiments que hi havia el 2007, 1 era d'una empresa alimentària, 2 d'empreses de fabricació d'altres productes industrials, 11 d'empreses de construcció, 14 d'empreses de comerç i reparació d'automòbils, 3 d'empreses de transport, 10 d'empreses d'hostatgeria i restauració, 2 d'empreses d'informació i comunicació, 1 d'una empresa financera, 5 d'empreses immobiliàries, 3 d'empreses de serveis, 8 d'entitats de l'administració pública i 4 d'empreses classificades com a «altres activitats de serveis».
Dels 18 establiments de servei als particulars que hi havia el 2009, 1 era una oficina de correu, 2 tallers de reparació d'automòbils i de material agrícola, 1 paleta, 2 guixaires pintors, 3 lampisteries, 1 electricista, 1 perruqueria, 3 restaurants i 4 agències immobiliàries.
Dels 7 establiments comercials que hi havia el 2009, 1 era un hipermercat, 1 una botiga de més de 120 m², 2 fleques, 1 una fleca, 1 una peixateria i 1 una joieria.
L'any 2000 a Saint-Ouen-de-Thouberville hi havia 20 explotacions agrícoles que ocupaven un total de 252 hectàrees.

## Equipaments sanitaris i escolars
L'únic equipament sanitari que hi havia el 2009 era una farmàcia.
El 2009 hi havia 1 escola maternal i 1 escola elemental.

## Poblacions més properes
El següent diagrama mostra les poblacions més properes.